# Calyptromyia barbata
Calyptromyia barbata là một loài ruồi trong họ Tachinidae.